# Нижне-Ниманская ГЭС
Нижне-Ниманская ГЭС — проект ГЭС на реке Ниман, крупнейшем притоке Буреи, впадающем в реку выше Бурейской ГЭС. Проектная мощность — 600 МВт, годовая выработка — 1,8 млрд кВт·ч, полная ёмкость водохранилища — 13,5 км³, полезная — 8,3³ км. Благодаря такому ёмкому водохранилищу, позволит значительно облегчить работу Бурейского водохранилища по борьбе с паводками.